# Arphaxed Loomis

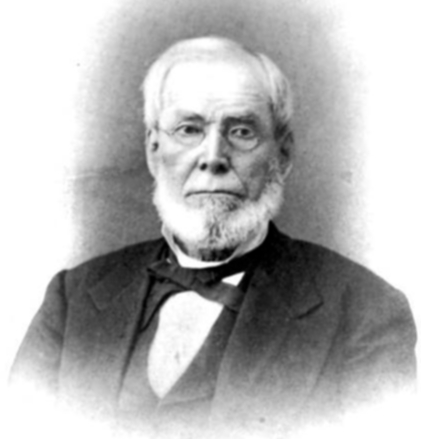
Arphaxed Loomis

Arphaxed Loomis (* 9. April 1798 in Winsted, Connecticut; † 15. September 1885 in Little Falls, New York) war ein US-amerikanischer Jurist und Politiker. Zwischen 1837 und 1839 vertrat er den Bundesstaat New York im US-Repräsentantenhaus.

## Werdegang
Arphaxed Loomis wurde kurz vor dem Ende des 18. Jahrhunderts in Winsted im Litchfield County geboren. Die Familie zog 1801 nach New York und ließ sich auf einer Farm in der Town von Salisbury im Herkimer County nieder. Er besuchte Gemeinschaftsschulen und die Fairfield Academy. Danach studierte er Jura. Seine Zulassung als Anwalt erhielt er 1822 in Albany und begann dann im selben Jahr in Sackets Harbor zu praktizieren. Er kehrte 1825 nach Salisbury zurück und von dort zog er im selben Jahr nach Little Falls, wo er weiter als Anwalt praktizierte. Zwischen 1828 und 1836 war er als Vormundschafts- und Nachlassrichter (surrogate) im Herkimer County tätig. Als Kommissar war er 1834 für die Untersuchung der Staatsgefängnisse zuständig. Zwischen 1835 und 1840 war er Bezirksrichter im Herkimer County.
Politisch gehörte er der Demokratischen Partei an. Bei den Kongresswahlen des Jahres 1836 für den 25. Kongress wurde Loomis im 16. Wahlbezirk von New York in das US-Repräsentantenhaus in Washington, D.C. gewählt, wo er am 4. März 1837 die Nachfolge von Abijah Mann junior antrat. Da er auf eine erneute Kandidatur im Jahr 1838 verzichtete, schied er nach dem 3. März 1839 aus dem Kongress aus. Als Kongressabgeordneter hatte er den Vorsitz über das Committee on Patents.
Loomis saß in den Jahren 1841 und 1842 in der New York State Assembly. 1846 nahm er an der verfassunggebenden Versammlung von New York teil. Er war 1847 Mitglied in der Kommission, welche die Prozessschriftsätze und Verfahren bei Zivilklagen überarbeitete, verkürzte und vereinfachte. Dann saß er in den Jahren 1853 und 1854 wieder in der New York State Assembly. Als Delegierter nahm er in den Jahren 1861 und 1863 an den Democratic State Conventions teil. Am 15. September 1885 verstarb er in Little Falls und wurde dann auf dem Church Street Cemetery beigesetzt.